# Matilda av England
Matilda av England, även kallad Kejsarinnan Maud, född 7 februari 1102, död 10 september 1167, tysk-romersk kejsarinna och Englands tronarvinge. En tid var hon regent i England samt hertiginna av Normandie. Hon var dotter till Henrik I av England och hans hustru Edith av Skottland, som var dotter till Malcolm III av Skottland och S:t Margaret av Skottland. Matilda är en latinsk form av namnet Maud.

## Kejsarinna
Sju år gammal blev Matilda bortlovad till den tyske kungen Henrik V och sändes till Tyskland år 1111 för att börja sin skolning till drottning. Samma år som Henrik kröntes till tysk-romersk kejsare. Matilda och Henrik gifte sig i Worms 7 januari 1114 i en storslagen ceremoni. I mars 1116 besökte Matilda och Henrik Rom och Toscana och hon regerade under hans frånvaro. Kejsarparet hade inga överlevande ättlingar. Hermann av Tournai konstaterar att Matilda fick ett barn som endast överlevde en kort tid. Då Henrik dog 1125 lämnade han Matilda som en barnlös tjugotreårig änka. Hennes bror Vilhelm Adelin hade drunknat flera år tidigare vid det Vita skeppets förlisning, vilket gjorde Matilda till den enda legitima arvtagaren till den engelska tronen.

## Englands tronarvinge
Matilda återvände till England och fadern utsåg henne till sin arvtagare och arrangerade ytterligare ett äktenskap åt henne. Hon gifte om sig 1127 i Le Mans i Anjou, med Gottfrid V av Anjou, som var elva år yngre. Han fick smeknamnet "Plantagenet" efter blomman (planta genista) från vilken han tog sitt vapen. Dynastin med detta namn är hans och Matildas ättlingar. Äktenskapet var inte lyckligt och de separerade. Matilda reste tillbaka till fadern men återvände till Gottfrid 1131 och de försonades. De fick tre söner, den äldste, Henrik, föddes den 5 mars 1133. Den andre sonens födelse 1134 var svår och Matilda var nära att dö i barnsäng. Hennes far kom på besök och gladdes över sina dottersöner. Kung Henrik och Gottfrid grälade och då hennes far dog 1 december 1135 i Normandie var Matilda med Gottfrid i Anjou.

## "Lady of the English"
Vid faderns död förväntade sig Matilda att ärva Englands tron men hennes kusin Stefan av Blois tillskansade sig tronen och bröt det löfte han tidigare lämnat att försvara hennes rätt till denna. Det inbördeskrig som följde (The Anarchy) var bittert och utdraget då ingen av sidorna behöll herraväldet särskilt länge. 1139 hade Matilda tillräckliga militära styrkor för att utmana Stefan inom hans rike. Under kriget var hennes halvbror, Robert of Gloucester, hennes mest lojala och dugliga anhängare.
Matildas största seger inträffade i april 1141, då hennes styrkor besegrade och tillfångatog kung Stefan och avsatte honom. Hon kontrollerade nu riket men titulerade sig aldrig drottning utan tog titeln "Lady of the English". Hennes fördel varade endast i några få månader. I november var Stefan fri och ett år senare var rollerna ombytta då Matilda var fast i det belägrade Oxfords slott men lyckades fly genom ett snöklätt landskap iklädd en vit kappa. 1141 hade hon flytt från Devizes på ett liknande klurigt vis genom att förklä sig till ett lik som skulle bäras ut till sin begravning. 1147 tvingades slutligen Matilda att återvända till Frankrike efter Robert av Gloucesters död.

## Senare liv
Allt hopp var dock inte förlorat. Matildas son, Henrik (senare Henrik II av England) visade tecken på att bli en bra ledare. 
Trots att inbördeskriget hade avgjorts till Stefans favör, var hans regeringstid problemfylld. 1153 dog hans son Eustace och en militär expedition ledd av Henrik anlände, vilket fick Stefan att tillkännage denne som sin arvtagare i Wallingfordfördraget. 
Matilda drog sig tillbaka i Rouen i Normandie under sina sista år, där hon hade sitt eget hov. Hon ingrep i stridigheterna mellan den äldste sonen Henrik och hennes andre son Gottfrid men freden mellan bröderna var flyktig. Gottfrid revolterade mot Henrik två gånger före sin plötsliga död 1158. Relationen mellan Henrik och hans yngre bror Vilhelm var mer hjärtlig och Vilhelm erhöll stora gods i England. Ärkebiskop Thomas Becket vägrade att viga Vilhelm och grevinnan av Surrey och den unge mannen flydde till sin mors hov i Rouen. Vilhelm, som var sin mors favoritbarn dog där i januari 1164 och det sades ha varit av besvikelse och sorg. Hon försökte medla i konflikten mellan sonen Henrik och Thomas Becket men misslyckades. 
Trots titeln "Lady of the English", var Matilda aldrig älskad av sitt hemlands folk, som såg henne som utländsk och högdragen. Hon talade tre språk, tyska, franska och latin. Även om hon gav upp hoppet att krönas till drottning 1141, föregick hennes namn alltid sonen Henriks, även efter det han blivit kung. Matilda dog i Rouen och hon är begraven i katedralen där det står "Här ligger Henriks dotter, hustru och mor."

## Historisk fiktion
- Inbördeskriget mellan Stefans respektive Mauds anhängare är bakgrunden till "Broder Cadfael"-böckerna av Ellis Peters och filmerna baserade på dem.
- Romanen When Christ and His Saints Slept av Sharon Penman handlar om inbördeskriget.
- Kriget spelar också en betydelsefull roll i handlingen i Ken Folletts populäraste roman Svärdet och spiran.